# Associazione Calcistica Castellana Calcio

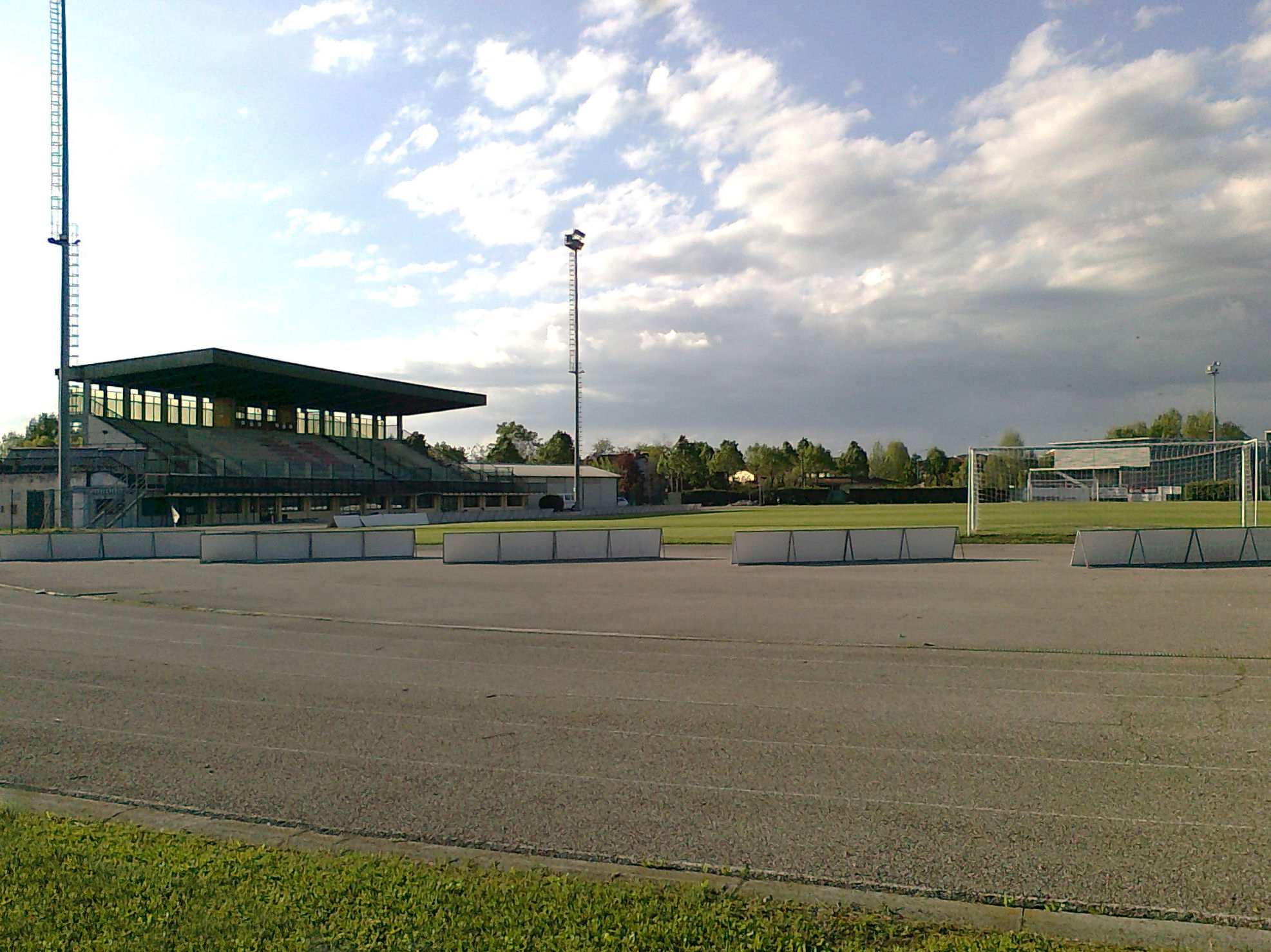
Castel Goffredo, stadio comunale

L'Associazione Calcistica Castellana Calcio, nota semplicemente come Castellana, è una società calcistica italiana con sede nella città di Castel Goffredo (MN).

## Storia
L'Associazione Calcistica Castellana Calcio venne fondata nel 1973, ma inizia ad avere un ruolo importante nel panorama del calcio dilettantistico lombardo soltanto a cavallo degli anni duemila, quando approda in Eccellenza; la squadra bianco-celeste riesce a vincere questo campionato nella stagione 2004-2005.
Dal 2005 la Castellana ha disputato dieci campionati consecutivi di Serie D; non è mai riuscita a raggiungere i play-off mentre in tre occasioni è dovuta ricorrere ai play-out per centrare la salvezza (nel 2008 contro il Verucchio, nel 2009 con il Russi e nel 2011 con il Trento).
Alla fine del campionato 2014-2015 è stata retrocessa in Eccellenza, categoria in cui milita tuttora.

## Colori
I colori della Castellana sono il bianco e il celeste. La prima maglia è a strisce verticali bianco-celesti con pantaloncini bianchi. La seconda maglia è quasi interamente azzurra con risvolti bianchi.

## Palmarès

### Competizioni regionali
- Eccellenza: 1

2004-2005 (girone C)
- Promozione: 1

1998-1999 (girone F)